# 김승두
김승두(1958년 3월 1일 ~ )은 조선민주주의인민공화국의 정치인이다. 당중앙위원회 위원이다.

## 경력
함경남도 출신으로 이과대학 학장을 거쳐 2012년 3월 교육위원회 위원장에 임명되었다. 조선-쿠바단결위원회 위원장과 국가체육지도위원회 위원, 조선-이집트 친선협회 위원장을 지냈다. 2016년 5월, 조선로동당 제7차 대회에서 조선로동당 중앙위원회 위원에 임명되었다.

## 최고인민회의 대의원
2012년 9월 최고인민회의 제12기 대의원으로 보선되었고, 2014년 3월 제13기 대의원을 지냈다.